# Clinical Otolaryngology
Clinical Otolaryngology (ook Clinical otolaryngology and allied sciences) is een internationaal, aan collegiale toetsing onderworpen wetenschappelijk tijdschrift op het gebied van de otorinolaryngologie.
De naam wordt in literatuurverwijzingen meestal afgekort tot Clin. Otolaryngol.
Het wordt uitgegeven door Wiley-Blackwell namens de British Association of Otolaryngologists en verschijnt tweemaandelijks.